# Androctonus santi
Espèce
Androctonus santi est une espèce de scorpions de la famille des Buthidae.

## Distribution
Cette espèce est endémique du Niger. Elle se rencontre dans l'Aïr.

## Description
Le mâle subadulte holotype mesure 58,5 mm.

## Étymologie
Cette espèce est nommée en l'honneur de Sébastian Sant.

## Publication originale
- Lourenço, 2015 : « A new species of Androctonus Ehrenberg, 1828 from the Aïr Massif in Niger (Scorpiones: Buthidae). » Serket, vol. 14, no 4, p. 167-175.